# Chlorotettix obsenus
Chlorotettix obsenus är en insektsart som beskrevs av Delong 1937. Chlorotettix obsenus ingår i släktet Chlorotettix och familjen dvärgstritar. Inga underarter finns listade i Catalogue of Life.